# 6 Heures de Bahreïn 2012
Navigation
Édition suivante
Les 6 Heures de Bahreïn 2012, 6e manche du Championnat du monde d'endurance FIA 2012 ont été disputées le 29 septembre 2012 sur le Circuit international de Sakhir à Sakhir au Bahreïn. Elles sont remportées par la Audi R18 e-tron quattro du Audi Sport Team Joest, pilotée par André Lotterer, Marcel Fässler et Benoît Tréluyer.

## Circuit

Le Circuit international de Sakhir, cadre des 6 Heures de Bahreïn 2012.

Les 6 Heures de Bahreïn 2012 se déroulent sur le Circuit international de Sakhir, circuit situé au Bahreïn. Il est composé de plusieurs longues lignes droites et de nombreux virages lents. Ce circuit est célèbre car il accueille la Formule 1.

## Qualifications
Voici le classement officiel au terme des qualifications. Les premiers de chaque catégorie sont signalés par un fond jauni.
| Position | Catégorie | Équipe                        | Pilote               | Temps          | Grille |
| -------- | --------- | ----------------------------- | -------------------- | -------------- | ------ |
| 1        | LMP1      | n° 2 Audi Sport Team Joest    | Allan McNish         | 1 min 45 s 814 | 1      |
| 2        | LMP1      | n° 1 Audi Sport Team Joest    | Marcel Fässler       | 1 min 45 s 888 | 2      |
| 3        | LMP1      | n° 7 Toyota Racing            | Nicolas Lapierre     | 1 min 46 s 254 | 3      |
| 4        | LMP1      | n° 12 Rebellion Racing        | Neel Jani            | 1 min 47 s 638 | 4      |
| 5        | LMP1      | n° 21 Strakka Racing          | Danny Watts          | 1 min 48 s 446 | 5      |
| 6        | LMP1      | n° 22 JRM                     | Karun Chandhok       | 1 min 48 s 784 | 6      |
| 7        | LMP2      | n° 44 Starworks Motorsport    | Stéphane Sarrazin    | 1 min 51 s 798 | 7      |
| 8        | LMP2      | n° 25 ADR (en)-Delta          | John Martin          | 1 min 52 s 285 | 8      |
| 9        | LMP2      | n° 24 OAK Racing              | Olivier Pla          | 1 min 52 s 368 | 9      |
| 10       | LMP2      | n° 35 OAK Racing              | Dominik Kraihamer    | 1 min 52 s 609 | 10     |
| 11       | LMP2      | n° 49 Pecom Racing            | Nicolas Minassian    | 1 min 52 s 624 | 11     |
| 12       | LMP2      | n° 32 Lotus                   | James Rossiter       | 1 min 52 s 696 | 12     |
| 13       | LMP2      | n° 26 Signatech-Nissan        | Roman Rusinov        | 1 min 53 s 328 | 13     |
| 14       | LMP2      | n° 31 Lotus                   | Thomas Holzer (en)   | 1 min 53 s 733 | 14     |
| 15       | LMP2      | n° 23 Signatech-Nissan        | Jordan Tresson       | 1 min 53 s 793 | 15     |
| 16       | LMP2      | n° 29 Gulf Racing Middle East | Fabien Giroix        | 1 min 55 s 465 | 16     |
| 17       | LMP2      | n° 41 Greaves Motorsport      | Christian Zugel      | 1 min 58 s 603 | 17     |
| 18       | LMGTE Pro | n° 97 Aston Martin Racing     | Stefan Mücke         | 2 min 00 s 234 | 18     |
| 19       | LMGTE Pro | n° 77 Team Felbermayr-Proton  | Richard Lietz        | 2 min 00 s 532 | 19     |
| 20       | LMGTE Pro | n° 51 AF Corse                | Giancarlo Fisichella | 2 min 01 s 522 | 20     |
| 21       | LMGTE Pro | n° 71 AF Corse                | Olivier Beretta      | 2 min 01 s 861 | 21     |
| 22       | LMGTE Am  | n° 61 AF Corse-Waltrip        | Rui Águas            | 2 min 02 s 812 | 22     |
| 23       | LMGTE Am  | n° 50 Larbre Compétition      | Fernando Rees        | 2 min 03 s 253 | 23     |
| 24       | LMGTE Am  | n° 88 Team Felbermayr-Proton  | Paolo Ruberti        | 2 min 03 s 686 | 24     |
| 25       | LMGTE Am  | n° 70 Larbre Compétition      | Christophe Bourret   | 2 min 04 s 934 | 25     |
| 26       | LMGTE Am  | n° 55 JWA-Avila               | Joël Camathias       | 2 min 05 s 572 | 26     |
| 27       | LMGTE Am  | n° 57 Krohn Racing            | Tracy Krohn          | 2 min 06 s 806 | 27     |
| —        | LMP1      | n° 13 Rebellion Racing        | Pas de temps         | Pas de temps   | 28     |

## Résultats
Voici le classement officiel au terme de la course.
- Les vainqueurs de chaque catégorie sont signalés par un fond jauni.
- Pour la colonne Pneus, il faut passer le curseur au-dessus du modèle pour connaître le manufacturier de pneumatiques.

| Position | Catégorie | n° | Équipe                  | Pilotes                                              | Châssis                                 | Pneus | Tours |
| Position | Catégorie | n° | Équipe                  | Pilotes                                              | Moteur                                  | Pneus | Tours |
| -------- | --------- | -- | ----------------------- | ---------------------------------------------------- | --------------------------------------- | ----- | ----- |
| 1        | LMP1      | 1  | Audi Sport Team Joest   | Benoît Tréluyer Marcel Fässler André Lotterer        | Audi R18 e-tron quattro                 | M     | 191   |
| 1        | LMP1      | 1  | Audi Sport Team Joest   | Benoît Tréluyer Marcel Fässler André Lotterer        | Audi TDI 3.7L Turbo V6 (Hybride Diesel) | M     | 191   |
| 2        | LMP1      | 2  | Audi Sport Team Joest   | Allan McNish Tom Kristensen                          | Audi R18 e-tron quattro                 | M     | 190   |
| 2        | LMP1      | 2  | Audi Sport Team Joest   | Allan McNish Tom Kristensen                          | Audi TDI 3.7L Turbo V6 (Hybride Diesel) | M     | 190   |
| 3        | LMP1      | 21 | Strakka Racing          | Jonny Kane Danny Watts Nick Leventis                 | HPD ARX-03a                             | M     | 185   |
| 3        | LMP1      | 21 | Strakka Racing          | Jonny Kane Danny Watts Nick Leventis                 | Honda LM-AR6 3.4 L V8                   | M     | 185   |
| 4        | LMP1      | 12 | Rebellion Racing        | Nicolas Prost Neel Jani                              | Lola B12/60                             | M     | 184   |
| 4        | LMP1      | 12 | Rebellion Racing        | Nicolas Prost Neel Jani                              | Toyota RV8KLM 3.4 L V8                  | M     | 184   |
| 5        | LMP1      | 13 | Rebellion Racing        | Harold Primat Andrea Belicchi                        | Lola B12/60                             | M     | 181   |
| 5        | LMP1      | 13 | Rebellion Racing        | Harold Primat Andrea Belicchi                        | Toyota RV8KLM 3.4 L V8                  | M     | 181   |
| 6        | LMP2      | 49 | Pecom Racing            | Pierre Kaffer Nicolas Minassian Luís Pérez Companc   | Oreca 03                                | D     | 179   |
| 6        | LMP2      | 49 | Pecom Racing            | Pierre Kaffer Nicolas Minassian Luís Pérez Companc   | Nissan VK45DE 4.5L V8                   | D     | 179   |
| 7        | LMP2      | 23 | Signatech-Nissan        | Jordan Tresson Olivier Lombard Franck Mailleux       | Oreca 03                                | D     | 177   |
| 7        | LMP2      | 23 | Signatech-Nissan        | Jordan Tresson Olivier Lombard Franck Mailleux       | Nissan VK45DE 4.5L V8                   | D     | 177   |
| 8        | LMP2      | 44 | Starworks Motorsport    | Stéphane Sarrazin Tom Kimber-Smith Enzo Potolicchio  | HPD ARX-03b                             | D     | 177   |
| 8        | LMP2      | 44 | Starworks Motorsport    | Stéphane Sarrazin Tom Kimber-Smith Enzo Potolicchio  | Honda HR28TT 2.8L Turbo V6              | D     | 177   |
| 9        | LMP2      | 32 | Lotus                   | Kevin Weeda (de) James Rossiter Vitantonio Liuzzi    | Lola B12/80                             | D     | 177   |
| 9        | LMP2      | 32 | Lotus                   | Kevin Weeda (de) James Rossiter Vitantonio Liuzzi    | Lotus 3.6 L V8                          | D     | 177   |
| 10       | LMP2      | 26 | Signatech-Nissan        | Pierre Ragues Roman Rusinov Nelson Panciatici        | Oreca 03                                | D     | 176   |
| 10       | LMP2      | 26 | Signatech-Nissan        | Pierre Ragues Roman Rusinov Nelson Panciatici        | Nissan VK45DE 4.5L V8                   | D     | 176   |
| 11       | LMP2      | 24 | OAK Racing              | Olivier Pla Matthieu Lahaye Jacques Nicolet          | Morgan LMP2                             | D     | 172   |
| 11       | LMP2      | 24 | OAK Racing              | Olivier Pla Matthieu Lahaye Jacques Nicolet          | Nissan VK45DE 4.5L V8                   | D     | 172   |
| 12       | LMP2      | 41 | Greaves Motorsport      | Elton Julian Ricardo González Christian Zugel        | Zytek Z11SN                             | D     | 170   |
| 12       | LMP2      | 41 | Greaves Motorsport      | Elton Julian Ricardo González Christian Zugel        | Nissan VK45DE 4.5L V8                   | D     | 170   |
| 13       | LMGTE Pro | 51 | AF Corse                | Toni Vilander Giancarlo Fisichella                   | Ferrari 458 Italia GT2                  | M     | 170   |
| 13       | LMGTE Pro | 51 | AF Corse                | Toni Vilander Giancarlo Fisichella                   | Ferrari 4.5L V8                         | M     | 170   |
| 14       | LMGTE Pro | 97 | Aston Martin Racing     | Darren Turner Stefan Mücke                           | Aston Martin Vantage GTE                | M     | 169   |
| 14       | LMGTE Pro | 97 | Aston Martin Racing     | Darren Turner Stefan Mücke                           | Aston Martin 4.5 L V8                   | M     | 169   |
| 15       | LMGTE Pro | 77 | Team Felbermayr-Proton  | Richard Lietz Marc Lieb                              | Porsche 911 GT3 RSR (997)               | M     | 169   |
| 15       | LMGTE Pro | 77 | Team Felbermayr-Proton  | Richard Lietz Marc Lieb                              | Porsche 4.0 L Flat-6                    | M     | 169   |
| 16       | LMGTE Pro | 71 | AF Corse                | Olivier Beretta Andrea Bertolini                     | Ferrari 458 Italia GT2                  | M     | 169   |
| 16       | LMGTE Pro | 71 | AF Corse                | Olivier Beretta Andrea Bertolini                     | Ferrari 4.5L V8                         | M     | 169   |
| 17       | LMGTE Am  | 88 | Team Felbermayr-Proton  | Christian Ried Gianluca Roda Paolo Ruberti           | Porsche 911 GT3 RSR (997)               | M     | 165   |
| 17       | LMGTE Am  | 88 | Team Felbermayr-Proton  | Christian Ried Gianluca Roda Paolo Ruberti           | Porsche 4.0 L Flat-6                    | M     | 165   |
| 18       | LMGTE Am  | 61 | AF Corse-Waltrip        | Robert Kauffman Brian Vickers Rui Águas              | Ferrari 458 Italia GT2                  | M     | 164   |
| 18       | LMGTE Am  | 61 | AF Corse-Waltrip        | Robert Kauffman Brian Vickers Rui Águas              | Ferrari 4.5L V8                         | M     | 164   |
| 19       | LMGTE Am  | 57 | Krohn Racing            | Tracy Krohn Niclas Jönsson Michele Rugolo            | Ferrari 458 Italia GT2                  | M     | 162   |
| 19       | LMGTE Am  | 57 | Krohn Racing            | Tracy Krohn Niclas Jönsson Michele Rugolo            | Ferrari 4.5L V8                         | M     | 162   |
| 20       | LMP2      | 25 | ADR (en)-Delta          | Tor Graves John Martin                               | Oreca 03                                | D     | 161   |
| 20       | LMP2      | 25 | ADR (en)-Delta          | Tor Graves John Martin                               | Nissan VK45DE 4.5L V8                   | D     | 161   |
| 21       | LMGTE Am  | 50 | Larbre Compétition      | Patrick Bornhauser Julien Canal Fernando Rees        | Chevrolet Corvette C6.R                 | M     | 157   |
| 21       | LMGTE Am  | 50 | Larbre Compétition      | Patrick Bornhauser Julien Canal Fernando Rees        | Corvette 5.5L V8                        | M     | 157   |
| 22       | LMGTE Am  | 70 | Larbre Compétition      | Jean-Philippe Belloc Christophe Bourret Pascal Gibon | Chevrolet Corvette C6.R                 | M     | 153   |
| 22       | LMGTE Am  | 70 | Larbre Compétition      | Jean-Philippe Belloc Christophe Bourret Pascal Gibon | Corvette 5.5L V8                        | M     | 153   |
| 23       | LMGTE Am  | 55 | JWA-Avila               | Joël Camathias Benny Simonsen Paul Daniels           | Porsche 911 GT3 RSR (997)               | P     | 150   |
| 23       | LMGTE Am  | 55 | JWA-Avila               | Joël Camathias Benny Simonsen Paul Daniels           | Porsche 4.0 L Flat-6                    | P     | 150   |
| DNF      | LMP1      | 7  | Toyota Racing           | Alexander Wurz Nicolas Lapierre                      | Toyota TS030 Hybrid                     | M     | 144   |
| DNF      | LMP1      | 7  | Toyota Racing           | Alexander Wurz Nicolas Lapierre                      | Toyota 3.4 L V8 (Hybrid)                | M     | 144   |
| DNF      | LMP2      | 31 | Lotus                   | Luca Moro Thomas Holzer (en)                         | Lola B12/80                             | D     | 103   |
| DNF      | LMP2      | 31 | Lotus                   | Luca Moro Thomas Holzer (en)                         | Lotus 3.6 L V8                          | D     | 103   |
| DNF      | LMP2      | 29 | Gulf Racing Middle East | Jean-Denis Delétraz Keiko Ihara (en) Fabien Giroix   | Lola B12/80                             | D     | 97    |
| DNF      | LMP2      | 29 | Gulf Racing Middle East | Jean-Denis Delétraz Keiko Ihara (en) Fabien Giroix   | Nissan VK45DE 4.5L V8                   | D     | 97    |
| DNF      | LMP1      | 22 | JRM                     | Peter Dumbreck Karun Chandhok David Brabham          | HPD ARX-03a                             | M     | 61    |
| DNF      | LMP1      | 22 | JRM                     | Peter Dumbreck Karun Chandhok David Brabham          | Honda LM-AR6 3.4 L V8                   | M     | 61    |
| DNF      | LMP2      | 35 | OAK Racing              | Alex Brundle Dominik Kraihamer Bertrand Baguette     | Morgan LMP2                             | D     | 14    |
| DNF      | LMP2      | 35 | OAK Racing              | Alex Brundle Dominik Kraihamer Bertrand Baguette     | Nissan VK45DE 4.5L V8                   | D     | 14    |